# Première bataille de Ben Jawad
Guerre civile libyenne
Batailles
- 1re Benghazi
- El Beïda
- Derna
- 1re Tripoli
- Misrata
- 1re Zaouïa
- Djebel Nefoussa (1re Dehiba
- 2e Dehiba
- Gharyan)
- 1re Brega
- 1re Ras Lanouf
- 1re Ben Jawad
- 2e Ras Lanouf
- 2e Brega
- 1re Ajdabiya
- 2e Benghazi
- 2e Ajdabiya
- 1re golfe de Syrte
- 3e Brega
- Al Jawf
- Front de Misrata (Zliten
- Tawarga
- 2e Zaouïa
- 4e Brega
- Fezzan
- Birak)
- 5e Brega
- 3e Zaouïa
- 2e Tripoli
- 2e Sebha
- 2e golfe de Syrte (Syrte)
- Offensive de Bani Walid (Tarhounah - Bani Walid)

- Intervention militaire de l’OTAN
- Opération Ellamy (Royaume-Uni)
- Opération Harmattan (France)
- Opération Odyssey Dawn (États-Unis)
- Opération Mobile (Canada)

La première bataille de Ben Jawad est une bataille de la guerre civile libyenne de 2011.

## Déroulement
Le 6 mars, les rebelles gagnent du terrain vers Ben Jawad mais ce mouvement de repli des loyalistes n'est qu'un leurre. Les loyalistes ont amené les rebelles dans une nasse ou ils enferment 600 rebelles. Encerclés, les rebelles sont entre autres bombardés par l'aviation de Kadhafi. Le 7 mars au matin, Abdul Fatah Younis, à la tête de 800 rebelles, tente de desserrer l'étau autour de Ben Jawad, mais bombardé par les Mi-35 de Kadhafi et repoussé par ses chars, l'attaque est un échec sanglant. Les rebelles de Ben Jawad tentent une sortie mais sont vite repoussés. L'après-midi, la rébellion tente une nouvelle sortie mais est à nouveau repoussée. Abdul Fatah Younis et ses hommes sont finalement contraints de se replier vers Ras Lanouf. Le 8 mars, les rebelles présents à  Ben Jawad se rendent.

## Bilan
Elle marque la fin de l'offensive initiale rebelle et la contre-attaque des loyalistes qui parviendront jusqu'aux portes de Benghazi, peu de temps avant l'entrée en vigueur de la Résolution 1973 du Conseil de sécurité des Nations unies et l'intervention militaire de l'OTAN.